# Schach-Echo
Schach-Echo war eine zweimal monatlich erscheinende deutsche Schachzeitschrift, die 1992 eingestellt wurde, nach dem 49. Jahrgang 1991.
Das Schach-Echo wurde 1932 gegründet als Organ für das gesamte Schachleben in katholischen Vereinen. Ab Januar 1942 erschien es als Fachorgan der KdF-Schachgemeinschaft, wurde jedoch kriegsbedingt 1943 eingestellt.
Ab 1953 begann das Schach-Echo wieder zu erscheinen, der 1954er Jahrgang erhielt dieselbe Nummer 12 wie der von 1943.
Gründer und langjähriger Herausgeber war Otto Katzer (* 8. April 1899; † 21. September 1975). Ihm gelang es, zahlreiche hochkarätige Mitarbeiter zu verpflichten, unter anderen Max Euwe, Salo Flohr, Paul Keres, Luděk Pachman, Hans Müller, Lothar Schmid, Wolfgang Unzicker, Ludwig Rellstab und Theo Schuster. Die Zeitschrift enthielt neben Berichten über Turniere auch eröffnungstheoretische Beiträge sowie eine Rubrik für Schachkomposition.
Als Otto Katzer 1975 starb, übernahm sein Sohn Gerhard die Zeitschrift und gab sie bis Ende 1981 heraus. 1982 ging die Herausgeberschaft auf Karl Raes und Siegbert Rieger über, ab 1988 war Margot Rieger alleinige Herausgeberin.
1992 wurde das Schach-Echo schließlich vom Verlag Carl Ed. Schünemann aus Bremen übernommen, der bereits das Schach-Magazin 64 herausgab. Das Schach-Magazin 64 integrierte das bis 1991 selbständige Schach-Echo.